# Cantharellus jebbi
Espèce
Statut CITES
Cantharellus jebbi est une espèce de coraux appartenant à la famille des Fungiidae.